# Uibù - Fantasmino fifone
Uibù - Fantasmino fifone (Hui Buh) è un film del 2006 diretto da Sebastian Niemann. Il film è ispirato ad un romanzo di Eberhard Alexander Burgh.

## Trama
Castello di Burgeck, Germania, anno 1399. Due cavalieri, Baldovino e Lordor, giocano a carte scommettendo tutte le loro ricchezze e le loro terre. Baldovino riesce a vincere barando e si guadagna, tra le altre cose, anche il castello, di proprietà del suo poco raccomandabile avversario, che però si accorge dell'imbroglio e decide di linciarlo. Baldovino riesce maldestramente a tenerlo a bada per un po’, ma finito all’angolo si lancia involontariamente una maledizione che lo fulmina e lo uccide sul colpo. Tuttavia, dopo pochi istanti dai suoi resti emerge il suo fantasma, e Lordor, atterrito, indietreggia fino a cadere da una finestra, morendo anch’egli.
500 anni dopo, il maniero è abitato da un vecchio castellano che si occupa di quella dimora ormai diventata rudere, con lo spirito di Baldovino, soprannominato Hui Buh, che tenta in tutti i modi di guadagnarsi la fama di fantasma spaventoso, senza successo a causa della sua imbranataggine e di una vena naturalmente comica. Un giorno giunge al castello re Julius, che altri non è che un discendente di Hui Buh, che ha ereditato la magione grazie all’imbroglio del suo scapestrato antenato e intende organizzare la sua festa di fidanzamento con la contessa Leonora Gräfin dei Tumistufi. Hui Buh, infastidito dai tentativi dei servitori di Julius, diretti dal maggiordomo francese Charles, di ripulire e riordinare il "suo" castello, tenta di spaventarli per scacciarli, ma loro non si accorgono minimamente di lui. Viene però visto dal piccolo Tommy, figlio di una dei camerieri, Costanza (segretamente innamorata di Julius), che però non gli crede.
Quando finalmente Hui Buh si rivela a Julius, quest’ultimo non si dimostra minimamente spaventato da lui, il che aumenta la determinazione del fantasma nel cacciarlo dal castello. Intanto arriva Leonora, e Hui Buh riesce a far incappare Julius in una serie di figuracce, che tanto lo infastidiscono da fargli bruciare la sua patente, senza la quale non è più autorizzato ad operare come fantasma.
Questo fa manifestare Dolor, un agente dell’Ufficio Fantasmi, che gli confisca i suoi attrezzi da fantasma e gli concede due giorni di tempo per studiare per l’esame per il rinnovo della patente. Nel frattempo, si scopre che le ultime ricchezze di Julius sono state spese per pagare l’ultima cena, lasciando il re senza un soldo. Quella notte, Tommy si aggira per il castello in cerca di Hui Buh, e riesce ad origliare una conversazione tra lui e Julius in cui rivela che se non riuscirà a superare l’esame verrà sciolto nella Zuppa delle Anime, sparendo per sempre. Rivela anche che nelle cantine del castello vi è una stanza segreta con un tesoro, il cui ingresso però si apre dall’interno, e quindi solo grazie ad un fantasma. Hui Buh tuttavia ha perso l’abilità di passare attraverso i muri quando Dolor gli ha confiscato il suo mazzo di chiavi, e per riottenerlo deve superare l’esame. Dopo aver scoperto che Julius è un esperto degli argomenti dell’esame, i due decidono di collaborare in modo che Hui Buh possa tornare ad essere un fantasma abilitato per poi aiutare Julius ad ottenere il tesoro.
Dopo aver travestito alla meglio Julius da fantasma, si recano entrambi nella Città dei Fantasmi, dove si svolge l’esame teorico, a loro insaputa inseguiti da Tommy, anch’egli travestito. Il bambino si reca presso uno sportello informazioni nella speranza di trovare suo padre, morto ormai da due anni, tuttavia gli viene detto che non è registrato come fantasma. Grazie all’aiuto di Julius, Hui Buh riesce a superare l’esame teorico, ma vengono scoperti e smascherati da Dolor e, costretti alla fuga, vengono aiutati proprio da Tommy.
A Hui Buh non resta che superare l’esame pratico, che si svolgerà proprio al castello. Tuttavia Leonora si rivela in combutta con Dolor, e poiché quest’ultimo non è riuscito a sbarazzarsi di Hui Buh, la donna ingaggia due acchiappafantasmi, che vengono però facilmente sgominati da Hui Buh e Tommy. Quest’ultimo chiede a Hui Buh perché suo padre non è diventato un fantasma, e Hui Buh spiega che non capita a tutti i mortali, ma solo a coloro che sono stati cattivi in vita, per cui è un buon segno se suo padre non è un fantasma.
La sera seguente, Julius organizza una cena con l’intenzione di chiedere a Leonora di sposarlo, tuttavia si rende conto che è nato del tenero tra lui e Costanza (anche grazie all’intervento di Hui Buh). Contemporaneamente, Hui Buh viene raggiunto da Dolor, che si rivela in realtà essere Lordor, anch’egli diventato un fantasma dopo la sua morte e ancora determinato da 500 anni a vendicarsi dell’imbroglio subito e riprendersi il castello. Lordor minaccia di punire Tommy per essersi intrufolato nella Città dei Fantasmi, finché Hui Buh non accetta di farsi arrestare pur di salvarlo.
Julius decide di rimandare la proposta di matrimonio, e questo porta Leonora a rivelare la sua alleanza con Lordor e il suo piano originale di sposare Julius per poi ucciderlo e prendere finalmente possesso del castello, suo di diritto in quanto discendente di Lordor. Julius, Tommy e Costanza vengono catturati, ma riescono a fuggire anche grazie all’aiuto di Hui Buh, che è riuscito a sfuggire al suo destino di finire nella Zuppa delle Anime. Ne nasce uno scontro in cui Leonora spara a Julius con una balestra, tuttavia il re rimane illeso, poiché, essendo divenuta Leonora un fantasma (a causa del crollo di una galleria in cui stava passando per inseguirlo), non può più nuocere ai mortali.
In quel momento giunge Servatius Sebaldus, un maggiore dell’Ufficio Fantasmi, che arresta Leonora e Lordor per aver tentato di uccidere un mortale. La legge imporrebbe di arrestare anche Hui Buh, che però viene difeso dai suoi amici. Il fantasma riottiene così la sua patente e i suoi attrezzi, nonché il permesso di restare nel castello. Nel finale, Julius e Costanza si dichiarano i propri sentimenti e convolano a nozze.

## Distribuzione
Il film è uscito in Germania il 20 luglio 2006 mentre in Italia il 4 gennaio 2008.

## Sequel
Il 3 Novembre 2022 è uscito nelle sale tedesche un sequel dal titolo Bu e il castello stregato. In Italia è uscito direttamente in streaming il 2 maggio 2024.